# UTC+5

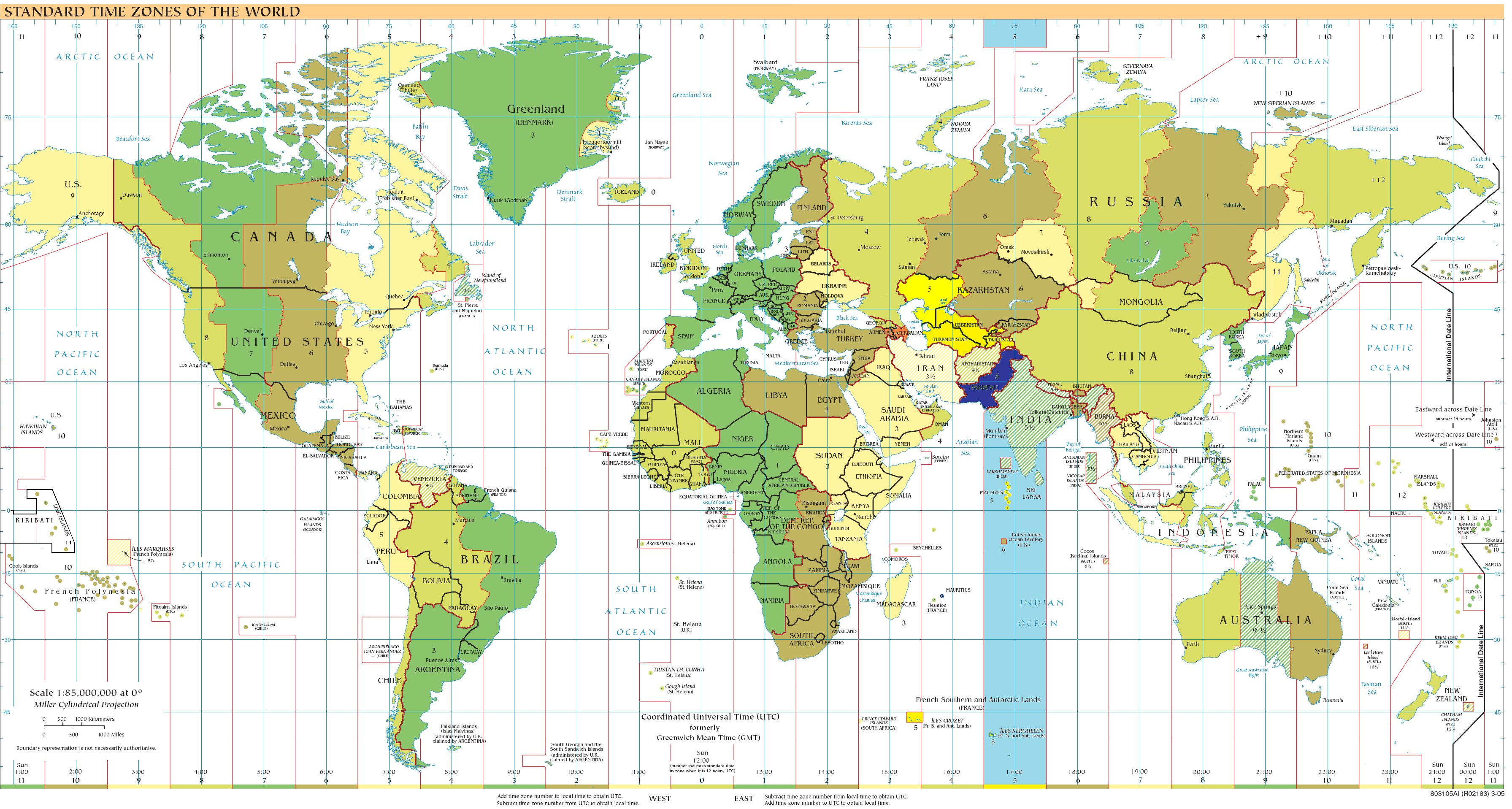
wintertijd noordelijk halfrond
zomertijd noordelijk halfrond
aan land, gehele jaar
op zee, gehele jaar

UTC+5 is de tijdzone voor:
- West-Aziatische Standaardtijd
- Jekaterinenburgtijd in Rusland
- TF Tijd (TFT)
- Algemeen UTC+5 in andere landen.

## Landen en gebieden zonder zomertijd
Landen en gebieden zonder zomertijd zijn, op het noordelijk (*) respectievelijk het zuidelijk (**) halfrond:
- Australië: Heard en MacDonaldeilanden**
- Frankrijk: Franse Zuidelijke en Antarctische Gebieden**
  - Amsterdam (Indische Oceaan)
  - Saint-Paul
  - Kerguelen
- Maldiven*/**
- Kazachstan* (westelijk deel)
  - oblast Aqtöbe
  - oblast Atıraw
  - oblast Mañıstaw
  - oblast Batıs Qazaqstan (West-Kazachstan)
- Oezbekistan*
- Pakistan*
- Rusland*
  - Basjkirostan
  - kraj Perm
  - oblast Koergan
  - oblast Orenburg
  - oblast Sverdlovsk
  - oblast Tjoemen
    - Chanto-Mansië
    - Jamalië

  - oblast Tsjeljabinsk
- Tadzjikistan*
- Turkmenistan*